# Małgorzata Niemiec
Małgorzata Niemiec, po mężu Perucka (ur. 18 kwietnia 1963 w Stalowej Woli) – polska koszykarka, mistrzyni i reprezentantka Polski.

## Kariera sportowa
Karierę rozpoczęła w Stali Stalowa Wola, z którą występowała w II lidze, w 1982 została zawodniczką Wisły Kraków. Z krakowskim klubem zdobyła trzykrotnie mistrzostwo Polski (1984, 1985, 1988) oraz dwukrotnie wicemistrzostwo Polski (1983, 1987). 
Z reprezentacją Polski juniorek wystąpiła na mistrzostwach Europy w 1981 (11 miejsce), z reprezentacją Polski seniorek wystąpiła na mistrzostwach Europy w 1983 (7 miejsce) i mistrzostwach świata w 1983 (7 miejsce).
Zakończyła karierę w 1988 i zamieszkała razem z mężem w Rabce-Zdroju. 